# ブルガリアのヨーグルト

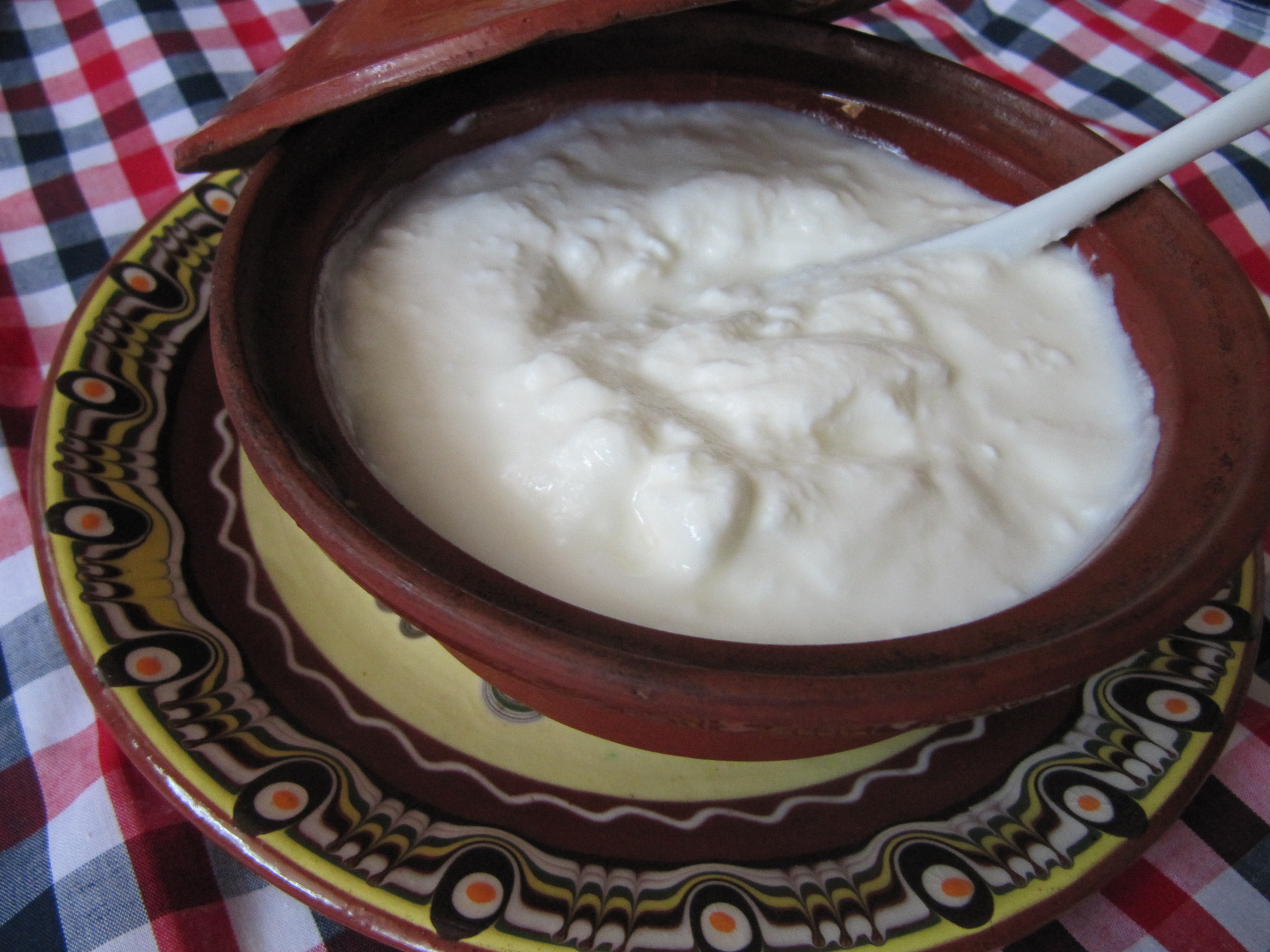
ブルガリアのヨーグルト

ブルガリアのヨーグルト（ブルガリア語: българско кисело мляко / bǎlgarsko kiselo mlyako バルガルスコ・キセロ・ムリャコ、ブルガリアのすっぱい乳）は、ブルガリアで作られているヨーグルトである。ブルガリアの研究者たちは、ブルガリアのヨーグルトの固有性はブルガリア菌（Lactobacillus delbrueckii subspecies bulgaricus）とサーモフィラス菌の共生による特有の酸味と風味である、と主張している。同国を含むバルカン半島はヨーグルト発祥地の候補であり、20世紀末の同国のヨーグルト消費量は一人あたり年間30kg以上にも達する。

## 歴史
ブルガリアでは、紀元前4000年頃からトラキア人が酸乳を作り始め、その文化がスラブ人やブルガリア人に引き継がれてヨーグルト作りが行われてきた。近代以前は各家庭で製造されていたが、1959年に州の政府機関が乳加工品の生産管理を始めたことなどをきっかけに、小売店で購入する工業製品が主流となった。
その後、1991年の市場経済導入によって共同農場の枠組みが崩れた際に生乳の生産管理技術が低下し、乳酸菌株の活用にも支障を来すようになり、ヨーグルト消費量が大きく低下した。2007年のEU加盟以降は廉価な粉乳が輸入され、ヨーグルト製造に用いられている。また、2000年代以降は従来の無糖タイプに加え、フルーツ入りやドリンクタイプの製品も普及している。

### 日本との関わり
1960年代半ばに、園田天光光は駐日ブルガリア大使の妻との交流を介して、本場の自家製用の種を使ったヨーグルトの作り方と利用法を習い、当時 日本では馴染みの薄かったプレーンヨーグルトを上流階級の主婦層に普及させる活動を行った。園田の活動により、1960年代後半には官僚の家庭でヨーグルトを作ることがブームとなり、昭和天皇にも評価された。園田はテレビ等のメディアを通じてブルガリアヨーグルトが健康維持に役立つことなどの効果を広く紹介し、一般家庭にもその関心が広まった。
また、商品としては明治ブルガリアヨーグルトはブルガリア公認である。

## 伝統的な製法
一年の中で最初にヨーグルトを作る日は、聖ゲオルギイの日（5月6日）と定められており、家畜の健康と豊穣を願う行事の一つとして行われる。この日に初めて家畜を搾乳し、セイヨウサンシュユの葉の朝露に含まれる乳酸菌などをスターターとして発酵させる。こうして作ったヨーグルトを家族や客人と一緒に食べ、祝日を祝う。その後は、このヨーグルトの一部をスターターとして新しい乳に加え、ヨーグルトを作り続ける。夏の終わりとされる聖ディミタルの日（10月26日）まででヨーグルト作りは終わると、翌年までは作りおいたヨーグルトを食べる。
伝統的な製法では素焼きの壺が使われるケースもあり、煮立ててから人肌程度に冷ました牛乳ないし羊乳を壺に入れてスターターを加える。これを布で包んで保温して放置すると、牛乳の水分が素焼きの壺に吸収されて表面から蒸発していくため、乳が濃縮されるとともに気化熱によって壺の内部が通常の発酵より低い37度程度に保たれる。このような温度条件では発酵に長時間を要するデメリットがある一方で、ヨーグルトの組織がなめらかになるというメリットがある。

## 用途

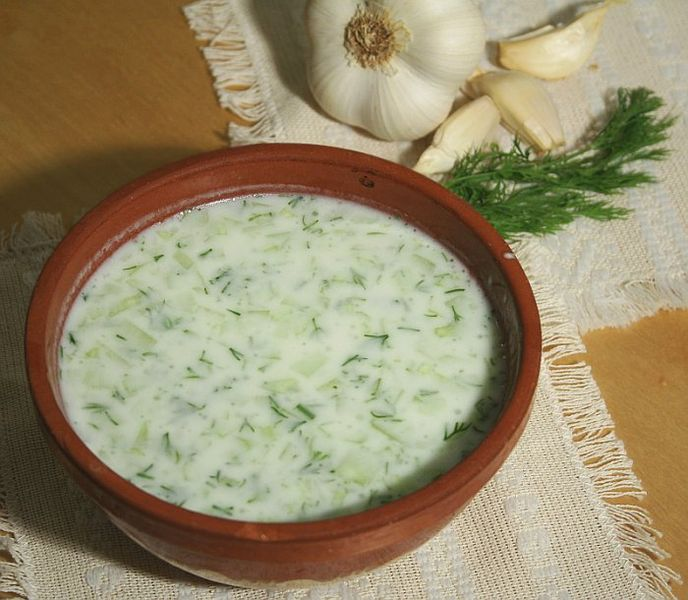
ヨーグルトを使用した冷製スープのタラトール

ブルガリアでは、ヨーグルトは酸味と濃厚さを活かして様々な料理にも使用されている。具体例としては、キュウリなどを入れた冷製スープであるタラトール、クルミなどを入れたサラダであるスネジャンカなどが挙げられる。このほか、ムサカでは調味料として使用され、水で割って塩・コショウを加えたアイリャンは特に夏場に飲まれる事が多い。
食用の他にも、やけどの治療や脱毛防止、美容などの民間療法にヨーグルトは使用されている。

## 健康との関係
20世紀初頭にイリヤ・メチニコフが「ブルガリアのスモーリャン地方には長寿の人間が多く、その要因としてヨーグルトがある」という説を提唱した。同地方の当時の戸籍で100歳超の割合が人口10万人あたり30人以上とされていたこと、メチニコフの所属するパスツール研究所で腸内のビフィズス菌や乳酸菌が研究されていたことが背景にあったとされる。なお、20世紀後半以降の統計では、ブルガリア人の平均寿命が長いという結果はない。